# Barolo chinato
Il Barolo chinato è un vino aromatizzato, prodotto per aggiunta al Barolo DOCG di zucchero ed alcol etilico nel quale precedentemente sono state poste in lenta macerazione a temperatura ambiente diverse spezie (anticamente chiamate droghe), tra cui la corteccia di china calisaia, radice di rabarbaro e di genziana, e seme di cardamomo, onde estrarne le componenti aromatiche. All'aromatizzazione segue un affinamento in botte di circa un anno.
Nasce nella zona di produzione del Barolo, a Serralunga d'Alba, in Piemonte, alla fine dell'800, per opera del farmacista Giuseppe Cappellano e poi sviluppato e promosso da altri produttori fra cui Giulio Cocchi di Asti a partire dal 1891. 
Nella tradizione veniva utilizzato come antidoto per i piccoli malanni da raffreddamento (caldo come vin brulé) e come digestivo.
Per la gradazione alcolica tra i 16 e i 17 gradi, il contenuto aromatico ed il gusto dolce-amaro oggi viene usato come elegante fine pasto e come vino da meditazione (in alternativa al Porto, al Marsala vergine o ai vini liquorosi in genere).
La sua persistenza aromatica si abbina ottimamente con il cioccolato amaro.